# Red Johnson's Chronicles
Red Johnson's Chronicles est un jeu vidéo d'aventure en pointer-et-cliquer développé et édité par Lexis Numérique, sorti en 2011 sur Windows, PlayStation 3 et iOS. Il fait suite à Metropolis Crimes et précède Red Johnson's Chronicles: One Against All.

## Accueil
- Adventure Gamers : 3/5[1]
- Jeuxvideo.com : 15/20[2]